# 宮澤崇
宮澤 崇（みやざわ たかし、1972年3月24日 - ）は、日本のプログレッシヴ・ロック・バンドYuka & Chronoshipのギタリスト。山梨県甲府市出身。

現在はYuka & Chronoshipの活動を中心に、多くのアーティストのサポート＆レコーディング、ＣＭ音楽やゲーム音楽等の作曲やアレンジで活躍。松任谷正隆主宰の音楽学校「マイカミュージックラボラトリー」にて講師を務める。

## 略歴
- 2009年　プログレッシヴ・ロック・バンドYuka & Chronoship結成。ギタリストとして参加。
- 2011年6月　Yuka & Chronoshipの1stアルバム『Water Reincarnation』（フランス・MUSEA Records）を世界31ヶ国でリリース。
- 2013年4月　2ndアルバム『DINO ROCKET OXYGEN』（同上）リリース。
- 2013年5月　フランスのプログレ・フェス「Prog’ Sud 2013」出演。
- 2014年8月　フランスのプログレ・フェス「Crescendo Festival 2014」に出演。
- 2015年9月　イタリアのプログレ・フェス「2Days Prog +1 2015 / Veruno Prog Fes」に出演
- 2015年9月　3rdアルバム『The 3rd Planetary Chronicles（第三惑星年代記）』でCherry Red Recordsよりイギリスデビュー

## 主な共演者、レコーディング・アーティスト
松任谷正隆、松任谷由実、熊田曜子、後藤冬樹、小柳”Cherry”昌法（LINDBERG）、白石涼子、田辺トシノ（The Kaleidoscope）、船越由佳など